# Kirghiz Suite
Khirgiz Suite is een compositie van Alan Hovhaness.  Hovhaness verwijst met zijn compositie naar de geestelijke gesteldheid van de bevolking van Kirgizië.  Die republiek ligt op de grens tussen het Midden en Verre Oosten. De muziek wijkt echter niet veel af van de muziek die Hovhaness componeerde in zijn Armeense periode. De Khirgiz Suite bestaat uit drie delen:
1. Variations
2. A Khirgiz tale
3. III.

Deel één is ingetogen, deel twee behouden uitbundig. Deel drie is wild en uitbundig, meer in de lijn in de verwachting van muziek uit dat gebied. De pianopartij dient gedurende de drie delen puur als begeleiding. De muziek lijkt onaf. Alle drie de delen houden plotseling op, alsof de componist niet wist hoe hij ze moest afsluiten.

## Discografie
- Privé-uitgave: Christina Fong (viool) en Arved Ashby (piano)